# Сен-Себастьен (Изер)
Сен-Себастьен (фр. Saint-Sébastien) — коммуна во Франции, находится в регионе Рона — Альпы. Департамент коммуны — Изер. Входит в состав кантона Матезин-Триев. Округ коммуны — Гренобль.
Код INSEE коммуны — 38456. Население коммуны на 1999 год составляло 178 человек. Населённый пункт находится на высоте от 579  до 1 931  метров над уровнем моря. Муниципалитет расположен на расстоянии около 520 км юго-восточнее Парижа, 130 км юго-восточнее Лиона, 39 км южнее Гренобля. Мэр коммуны — Pierre Arnaud, мандат действует на протяжении 2001—2008 гг.